# Kyrksten
Kyrksten è un'area urbana della Svezia situata nel comune di Storfors, contea di Värmland.
La popolazione rilevata nel censimento 2010 era di 258 abitanti .